# György Mezey
György Mezey (Topolya, então cidade húngara que hoje chama-se Bačka Topola na atual região sérvia da Vojvodina, 7 de setembro de 1941) é um ex-futebolista e treinador de futebol húngaro.

## Carreira
György Mezey comandou e convocou a Seleção Húngara de Futebol, da Copa de 1986.